# 후쿠오카촌 (이와테현)
후쿠오카촌(福岡村)은 이와테현 에사시군에 설치되었던 촌이다. 현재의 기타카미시에 해당한다.

## 연혁
- 1875년 10월 17일 - 미즈사와현에 의한 촌락 통합에 따라 가미구치우치 촌·시모구치우치 촌·고이케 촌·미즈오시 촌·쓰레기 촌이 합병해 후쿠오카 촌이 성립.
- 1889년 4월 1일 - 정촌제 시행에 따라 후쿠오카 촌 단독으로 촌제 시행.
- 1954년 4월 1일 - 와가 군 구로사와시리 정·이토요 촌·기니야나기 촌·사라기 촌·후타코 촌 및 이부사와 군 아이사리 촌과 합병해 기타카미 시가 됨.